# Limbodessus fridaywellensis
Limbodessus fridaywellensis är en skalbaggsart som först beskrevs av Watts och William F. Humphreys 2001.  Limbodessus fridaywellensis ingår i släktet Limbodessus och familjen dykare. Inga underarter finns listade i Catalogue of Life.